# Waldemar Durda
Waldemar Durda (ur. 3 września 1959 w Durdach, zm. 14 czerwca 2007 w Nowym Sączu) – polski duchowny rzymskokatolicki z tytułem doktora, proboszcz i kustosz bazyliki kolegiackiej św. Małgorzaty w Nowym Sączu, dziekan nowosądecki, działacz społeczny.

## Życiorys
W 1978 zdał egzamin dojrzałości w II Liceum Ogólnokształcącym im. Mikołaja Kopernika w Mielcu. Od tego roku uczęszczał do Wyższego Seminarium Duchownego w Tarnowie, a w 1984 otrzymał sakrament święceń kapłańskich (na krótko przed prymicją w wypadku drogowym zginął jego ojciec). Pracę duszpasterską jako wikary wykonywał kolejno w Wierzchosławicach i tarnowskiej parafii Najświętszego Serca Pana Jezusa, w tym okresie biorąc udział w utworzeniu Tarnowskiej Fundacji Ludziom Szczególnej Troski, oraz jako diecezjalny duszpasterz osób niepełnosprawnych, zainicjował powstanie Domu Dziennego i Okresowego Pobytu dla Niepełnosprawnych. Był dyrektorem budowy Klasztoru Sióstr Karmelitanek Bosych w Tarnowie.
Ks. Durda kontynuował naukę w ramach studiów zaocznych w Salezjańskim Instytucie Nauk Wychowania Chrześcijańskiego w Warszawie, a następnie Instytucie Teologii Duchowości Katolickiej KUL, gdzie 21 kwietnia 1997 obronił pracę doktorską pod tytułem Chrześcijańska postawa wobec cierpienia. Studium na podstawie pism ks. Michała Rękasa i publikacji miesięcznika „Apostolstwo Chorych” w latach 1930–1995 (promotorem pracy był ks. prof. dr hab. Walerian Słomka). Przez dziewięć miesięcy przebywał w Rzymie w ramach stypendium naukowego. Był autorem hasła pt. Apostolstwo chorych opublikowanego w Leksykonie duchowości katolickiej z 2002.
Po powrocie do ojczyzny utworzył Katolicki Ośrodek Studiów Społecznych w Lipnicy Murowanej. W 1998 podjął pracę w Kurii Tarnowskiej, a 12 listopada 2000 został proboszczem parafia św. Małgorzaty w Nowym Sączu przy tamtejszej bazylice kolegiackiej św. Małgorzaty, drugiej co do wielkości pod względem wiernych w diecezji tarnowskiej, zaś włodarzenie parafią objął 25 listopada 2000. Był kanonikiem gremialnym, prepozytem Kapituły Kolegiackiej, kustoszem sanktuarium Przemienienia Pańskiego oraz dziekanem dekanatu Nowy Sącz-Centrum. Jako rządca parafii farnej był zgodnie z tradycją uważany za pierwszą osobę nowosądeckiego kościoła. Był określany jako proboszcz cierpiących. Według badaczy historii diecezji tarnowskiej był rozważany jako kandydat do sakry biskupiej.
Był działaczem na rzecz budowy pomnika papieża Jana Pawła II na rynku przed ratuszem w Nowym Sączu. Aktywnie uczestniczył w budowie kaplicy dla wspólnoty z Bairo Novo (Nowego Osiedla), misji w Ourolania w Brazylii, którą poświęcił jako delegat Biskupa Tarnowskiego, przekazując również w darze kopię obrazu Chrystusa Przemienionego. Udzielał się w życiu kulturalnym i społecznym w Nowym Sączu, działalności charytatywnej. Zasiadł w Radzie Programowo-Naukowej Sądeckiego Uniwersytetu Trzeciego Wieku. Był także organizatorem tygodniowego odpustu ku czci Przemienienia Pańskiego, gromadzącego corocznie tysiące pielgrzymów.
Otrzymał Honorową Ciupagę Katolickiej Szkoły Podstawowej w Nowym Sączu. W 2007 został odznaczony Medalem PTTK.
Zmarł 14 czerwca 2007 na plebanii w Nowym Sączu, popełniając samobójstwo (działanie osób trzecich wstępnie wykluczyła prokuratura). W ostatnich tygodniach przed śmiercią, duchowny leczył się na depresję. Został pochowany na cmentarzu komunalnym w Nowym Sączu 22 czerwca 2007.
W pierwszą rocznicę śmierci ks. Durdy, 13 czerwca 2008 w nowosądeckiej bazylice kolegiackiej św. Małgorzaty została odsłonięta tablica pamiątkowa honorująca jego osobę.